# Eurytion paucipes
Eurytion paucipes är en mångfotingart som beskrevs av Lawrence 1955. Eurytion paucipes ingår i släktet Eurytion och familjen storjordkrypare. Inga underarter finns listade i Catalogue of Life.